# Граф де лас Амаюэлас

Герб муниципалитета Амуско, провинция Паленсия, где сеньорами были графы де лас Амаюэлас.

Герб муниципалитета Алькончель, провинция Бадахос, где маркизами были графы де лас Амаюэлас.

Герб муниципалитета Альболоте, провинция Гранада, где маркизами также были графы де лас Амаюэлас.

Герб Лансароте, провинция Лас-Пальмас, Канарские острова, где маркизами тапкже были графы де лас Амаюэлас.

Герб муниципалитета Сифуэнтес, провинция Гвадалахара, где графами были также графы де лас Амаюэлас.

Граф де лас Амаюэлас — испанский дворянский титул. Он был создан в 1658 году королем Испании Филиппом IV для Бернардино Манрике де Лары и Барриентоса (1638—1671), 17-го сеньора де Амуско и 8-го сеньора де Амаюэлас.
Название графского титула происходит от названия двух населенных пунктов Амаюэлас-де-Арриба и Амаюэлас-де-Абахо, которые в средние века зависели от Амуско, где сеньорами был род Манрике де Лара. В настоящее время Амаюэлас-де-Арриба является муниципалитетом, а Амаюэлас-де-Абахо — часть муниципалитета Сан-Себриан-де-Кампос (провинция Паленсия, автономное сообщество Кастилия-Леон).
Бернардино Манрике де Лара был сыном Гарсии Манрике де Лара, 16-го сеньора де Амуско и 7-го сеньора де Амаюэлас (де Арриба и де Абахо), и Франсиски Никостраты де Берриентос и Колонна.

## Графы де лас Амюэлас
|                                             | Титул                                                     | Период                                      |
| Креация создана королем Испании Филиппом IV | Креация создана королем Испании Филиппом IV               | Креация создана королем Испании Филиппом IV |
| ------------------------------------------- | --------------------------------------------------------- | ------------------------------------------- |
| I                                           | Бернардино Манрике де Лара и Барриентос                   | 1658-1671                                   |
| II                                          | Гарсия Фернандес Манрике де Лара и Ибарра                 | 1671-1679                                   |
| III                                         | Карлос Фернандес Манрике де Лара и Ибарра                 | 1679-1682                                   |
| IV                                          | Хосе Анхель Манрике де Лара Техада и Барриентос           | 1682-1723                                   |
| V                                           | Франсиско Антонио де Вильясис и де ла Куэва               | 1723-1745                                   |
| VI                                          | Мария де ла Консепсьон де Вильясис и Фернандес де Веласко | 1745-1745                                   |
| VII                                         | Анна Каталина де Вильясис и де ла Куэва                   | 1745-1776                                   |
| VIII                                        | Худас Тадео Фернандес де Миранда и Вильясис               | 1776-1810                                   |
| X                                           | Лусия де рохас и Миранда                                  | 1810-1834                                   |
| XI                                          | Хуан Баутиста де Керальт и Букарелли                      | 1834-1873                                   |
| XII                                         | Иполито де Керальт и Бернальдо де Кирос                   | 1873-1877                                   |
| XIII                                        | Энрике де Керальт и Фернандес-Макейра                     | 1878-1933                                   |
| XIV                                         | Энрике де Керальт и Хиль-Дельгадо                         | 1935-1993                                   |
| XV                                          | Энрике де Керальт и Чаварри                               | 1993 — настоящее время                      |

## История графов де лас Амаюэлас
- Бернардино Фернандес Манрике де Лара (1638—1671), 1-й граф де лас Амаюэлас[1], 17-й сеньор де Амуско и 8-й сеньор де лас Амаюэлас (де Арриба и де Абахо).

1. Супруга с 1659 года Луиза де Ибарра и Кардона (? — 1710), дочь Карлоса де Ибарра и Барреси, 1-го маркиза де Тарасена, виконта де Сентенера, и Бланки Ладрон и Кардорна, дочери Хавьера Сеферино Ладрона и Вильяновы, 1-го графа де Синаркас. Ему наследовал их сын:

- Гарсия Фернандес Манрике де Лара и Ибарра (? — 15 мая 1679), 2-й граф де лас Амаюэлас, 18-й сеньор де Амуско. Холост и бездетен. Ему наследовал его младший брат:
- Карлос Фернандес Манрике де Лара и Ибарра (? — 3 июля 1682), 3-й граф де лас Амаюэлас, 19-й сеньор де Амуско. Не женат и бездетен. Ему наследовал его младший брат:
- Хосе Анхель Манрике де Лара Техада и Барриентос (? — 1723), 4-й граф де лас Амаюэлас, 20-й сеньор де Амуско.

1. Супруга — Касильда Тереза де Рибаденейра Ниньо де Кастро (? — 1724), маркиза де ла Вега де Боэсильо, дочь Бальтасара де Рибаденейры и Суньиги, 1-го виконта де Ла-Лагуна. Ему наследовал его внучатый племянник:

- Франсиско Антонио де Вильясис Манрике де Лара и де ла Куэва (8 января 1711 — 20 сентября 1745), 5-й граф де лас Амаюэлас, 5-й граф де Пеньяфлор-де-Аргамасилья, 6-й маркиз де Тарасена, сеньор де Вильягарсия-де-Кампос. Гранд Испании 2-го класса. Сын Игнасио Мануэля де Вильясиса и Манрике де Лара (1681—1720), 4-го графа де Пеньяфлор-де-Аргамасилья, и Мануэлы де ла Куэва и де ла Куэва, дочери Мельчора де ла Куэвы Энрикеса, 9-го герцога де Альбуркерке, и Анны Розалии Фернандес де ла Куэвы и Армендариса, 3-го маркиза де Кадрейта.

1. Супруга с 1738 года кузина Тереза Мария Фернандес де Веласко и Вильясис, дочь Педро Фернандеса де Веласко и Товар, 2-го маркиза де Сильеруэло, и Беатрис де Вильясис Манрике де Лара. Ему наследовала его единственная дочь:

- Мария де ла Консепсьон де Вильясис и Фернандес де Веласко (9 сентября 1744 — ?), 6-я графиня де лас Амаюэлас, грандесса Испании, 7-я маркиза де Тарасена. Скончалась в юном возрасте. Ей наследовала её тетя:
- Анна Каталина де Вильясис и де ла Куэва (22 мая 1709 — 27 февраля 1776), 7-я графиня де лас Амаюэлас, грандесса Испании 1-го класса, 8-я маркиза де Тарасена и сеньора де Вильягарсия-и-де-Кампос.

1. Супруг с 1728 года Санчо Хосе Фернандес де Миранда и Понсе де Леон (1704—1758), 4-й маркиз де Вальдекарсана, принц ди Боннанаро в Сардинии, 4-й маркиз де Торральба, 7-й граф де Эскаланте, 9-й граф де Тахалу и 7-й граф де Вильямор. Ей наследовал их сын:

- Худас Тадео Фернандес де Миранда и Вильясис[исп.] (18 августа 1739 — 27 сентября 1810), 8-й граф де лас Амаюэлас, 5-й маркиз де Вальдекарсана, принц ди Боннанаро, 15-й маркиз де Каньете, 9-й маркиз де Тарасена, 5-й маркиз де Торральба, 8-й граф де Эскаланте, 8-й граф де Вильямор, 10-й граф де Тахалу, 9-й виконт де Сентенера и 6-й виконт де Феррер-и-Пайпоста.

1. Супруга с 1757 года Изабелла Филиппа Реджио (? — 1797), 6-я принцесса ди Кампофиорито, 5-я принцесса делла Канета, маркиза делла Джинестра. Первый брак был бездетным.
2. Супруга с 1808 года Луиза Хоакина Эскрива де Романи, дочери Луиса Эскривы де Романи и Кампродона, 12-го барона де Бенипаррель. Второй брак также был бездетным. Ему наследовала его племянница Лусия, дочь его сестры Марии Антонии Фернандес де Миранда и Вильясис и Хосе Антонио де Рохаса Варгаса и Толедо, 7-го графа де Мора, 4-го маркиза де ла Торре-де-Эстебан-Амбран:

- Лусия де Рохас и Миранда (6 июля 1756 — 19 июля 1834), 9-я графиня де лас Амаюэлас и наследница титулов своего отца, которые впоследствии унаследовал её брат Рамон де Рохас и Фернандес де Миранда. Умерла незамужней и бездетной. Ей наследовал её племянник:
- Хуан Баутиста де Керальт и Букапрелли (8 октября 1814 — 17 апреля 1873), сын Хуаны Баутисты де Керальта и Сильвы (1786—1865), 8-го графа де Санта-Колома, и его первой супруги, Марии Пилар Букарелли и Сильва. 10-й граф де лас Амаюэлас, 9-й граф де Санта-Колома, 17-й граф де Сифуэнтес и 10-й граф де Фуэнклара, 17-й маркиз де Каньете, 12-й маркиз де Грамоса и 6-й маркиз де Вальеэромосо, маркиз де Альбасеррада, маркиз де Альболоте, маркиз де Алькончель, маркиз де Бесора.

1. Супруга с 1835 года Мария Доминга Бернальдо де Кирос и Колон де Ларреатеги (1816—1884), дочь Антонио Марии Бернальдо де Кироса и Родригеса де лос Риоса, 6-го маркиза де Монреаль, маркиза де Сантьяго, 6-го маркиза де ла Симада, и Ипполиты Колон де Ларреатеги и Бакедано, дочери 12-го герцога де Верагуа. Ему наследовал их сын:

- Иполито де Керальт и Бернальдо де Кирос (22 января 1841 — 12 июня 1877), 11-й граф де лас Амаюэлас, 13-й маркиз де Грамоса, 11-й маркиз де Альбасеррада, 10-й граф де Санта-Колома, 18-й маркиз де Каньете, 7-й маркиз де Вальеэрмосо.

1. Супруга с 1866 года Мария Эльвира Зинаида Фернандес-Макейра и Оянгурен (1845—1906), дочь Ремигио Фернандеса и Макейры и Фресии Оянгурен и Скуэлья. Ему наследовал их старший сын:

- Энрике де Керальт и Фернандес-Макейра (13 июля 1867 — 13 января 1933), 12-й граф де лас Амаюэлас, 11-й граф де Санта-Колома, 14-й маркиз де Грамоса, 12-й маркиз де Алькончель, 17-й маркиз де Лансароте, 10-й граф де ла Куэва, 10-й граф де ла Ривера, 9-й маркиз де Вальдекарсана, 19-й маркиз де Каньете, 16-й маркиз де Тарасена, 13-й граф де Эскаланте, 19-й граф де Тахалу, 12-й граф де Вильямор, 8-й маркиз де Вальеэрмосо, 11-й граф де Херена, виконт де Сертера и виконт дель Инфантадо.

1. Супруга с 1909 года Бригида Хиль-Дельгадо и Оласабаль, (1889—1956), дочь Карлоса Антонио Валентина Хиль-Дельгадо и Такона и Марии Бригиды де Оласабаль и Гонсалес де Кастехон, 2-й маркизы де Берна. Ему наследовал их сын:

- Энрике де Керальт и Хиль-Дельгадо (10 октября 1910 — 11 апреля 1992), 13-й граф де лас Амаюэлас, 12-й граф де Санта-Колома, 15-й маркиз де Грамоса, 13-й маркиз де Алькончель, 18-й маркиз де Лансароте, 11-й граф де ла Куэва, 11-й граф дле Ривера, 20-й маркиз де Каньете, 14-й граф де Эскаланте, 20-й граф де Тахалу, 13-й граф де Вильямор, 9-й маркиз де Вальеэрмосо, 12-й граф де Херена.

1. Супруга с 1933 года Мария Виктория де Чаварри и Поведа (1911 — ?), дочь Виктора де Чавари и Андуиса, 1-го маркиза де Триано, и Марии Хосефы де Поведа и Эчагуэ. Ему наследовал их сын:

- Энрике де Керальт и Чаварри (род. 8 марта 1935), 14-й граф де лас Амаюэлас[1], 13-й граф де Санта-Колома, 16-й маркиз де Грамоса (уступил этот титул своему сыну), 14-й маркиз де Алькончель, 21-й маркиз де Каньете, 15-й граф де Эскаланте, 21-й граф де Тахалу, 14-й граф де Вильямор, 10-й маркиз де Вальеэрмосо.

1. Супруга — Анна Роза де Арагон и де Пинеда, дочь Бартоломе Арагона Гомеса и Марии дель Пилар де Пинеды и Кабанельяс, 7-й маркизы де Кампо-Санто.